# Guido Núñez Mujica
Guido Núñez-Mujica (Caracas, 20 de febrero de 1983) es un científico, biólogo y activista venezolano. Científico de Datos en Silicon Valley. Cofundador de Lava-Amp. Fundador y director de Salto, una organización que ayuda venezolanos en el proceso de dejar su país. Ateo y Escéptico, participó en la fundación de la primera asociación racionalista en Venezuela en 2001 (AREV). Activista en temas de Derechos Humanos y en la lucha por la visibilidad y respeto de la comunidad LGBT.

## Biografía

### Primeros años
Nacido en Caracas en 1983. El mayor de sus hermanos. Sus padres Mirtha Josefina Mujica y Guido Alberto Núñez Núñez lo criaron en Valera, Estado de Trujillo buscando la tranquilidad que no tenían en la capital. Ingresó en 2000 a la Universidad de los Andes, Mérida, Venezuela, de donde estudió las carreras de Biología y Estudios Interdisciplinarios en Ciencias Físicas y Computacionales. Su mala situación económica y el hambre en su niñez, le motivaron a estudiar el área de la biotecnologías. Realizó su tesis en biología computacional analizando la glicólisis. Egresó en 2009. En Venezuela deseaba trabajar en el área de la Biotecnología hasta que activistas antitransgénicos y el nuevo gobierno bolivariano impidieran el desarrollo de esta tecnología en dicho país. 
En 2011 emigra a Chile ya que gana un concurso en Start-Up, un programa del gobierno chileno que entrega un subsidio para compañías innovadoras en tecnologías y servicios.
En Denver. EE. UU., conoce al estadounidense Thomas Japhet con quien desarrolla una relación a larga distancia y tras contraer matrimonio con él, emigra a dicho país, nacionalizándose luego como ciudadano norteamericano. En EE. UU. cambia de carrera a científico de Datos, trabajando para unas compañías en Silicon Valley.

### Labor como científico
En 2008, cofundó Lava-Amp, una empresa de biotecnología que tenía como objetivo construir un dispositivo de PCR portátil, de bajo costo y de fácil uso. El objetivo era crear una red de diagnóstico a nivel mundial y con datos en tiempo real para detectar posibles pandemias. Usar la Ciencia de Datos hacia el diagnóstico médico y la epidemiología. Su trabajo ha aparecido en múltiples publicaciones, incluidas Nature, Wired, IO9, BoingBoing, Biotechniques y La Stampa. También es el tema de un capítulo del libro Biopunk: DIY Scientists Hack the Software of Life de Marcus Wolhsen. Núnez fue asesor técnico de la sección sobre posibilidades de nuevas terapias para la tercera edición de La Enciclopedia del VIH y el SIDA y ha publicado su investigación sobre Ciencia de Datos y epidemiología en Cell Biology and Translational Medicine. Como resultado de su trabajo como comunicador científico, educador, empresario y activista, Núñez Mujica ha sido reconocido como "TED Fellow" y "Fellow de la Alianza de Cornell para la Ciencia". Ha realizado charlas de divulgación científica especialmente en el área de la Biotecnología en instituciones educacionales y ONGs dedicadas a la investigación científica. 

#### Activista pro biotecnología
Entre 2016 y 2022, Núñez Mujica produjo un documental llamado "Cultivos Silenciados", sobre el tema de la destrucción de la biotecnología venezolana, por parte de activistas antitransgénicos. En 2001 fundó AREV, la primera asociación racionalista en Venezuela en 2001, y por los siguientes 20 años ha hecho carrera haciendo divulgación científica y activismo en temas de derechos humanos. El último proyecto de activismo de Núñez Mujica en 2022 está haciendo proyecciones de luz para Save Diablo Canyon, la última planta nuclear en California.

### Activismo por Venezuela
En 2011 emigra a Chile a organizar su empresa biotecnológica. Tras su salida de Venezuela estallará en su país la crisis económica y migratoria. Aprovechando su situación se transformó en el fundador y director de Salto, una organización que ayuda a los venezolanos a dejar su país y construir una nueva vida en otro lugar. Para 2022, Salto ha ayudado a más de 150 venezolanos. Por su trabajo con la comunidad de venezolanos en 2019 fue uno de los protagonistas del documental "Be S word:Socialism".

### Las unidades Swifty y Merkel
Durante el Congreso Futuro realizado en Chile en 2025, Núñez Mujica abogó por la creación de unidades para medir el impacto en las emisiones de Carbono, proponiendo el "Swifty", equivalente a las 8 mil toneladas que gastó la cantante Taylor Swift en su criticada la Gira Mundial y el "Merkel" aludiendo a una cifra 4 mil veces más grande de emisiones como resultado de la política de Angela Merkel de reemplazar plantas nucleares por plantas en base a carbón. 